# Croton milleri
Espèce
Croton milleri est une espèce de plantes à fleurs du genre Croton et de la famille des Euphorbiaceae présente au Venezuela.